# 渦電流式レールブレーキ

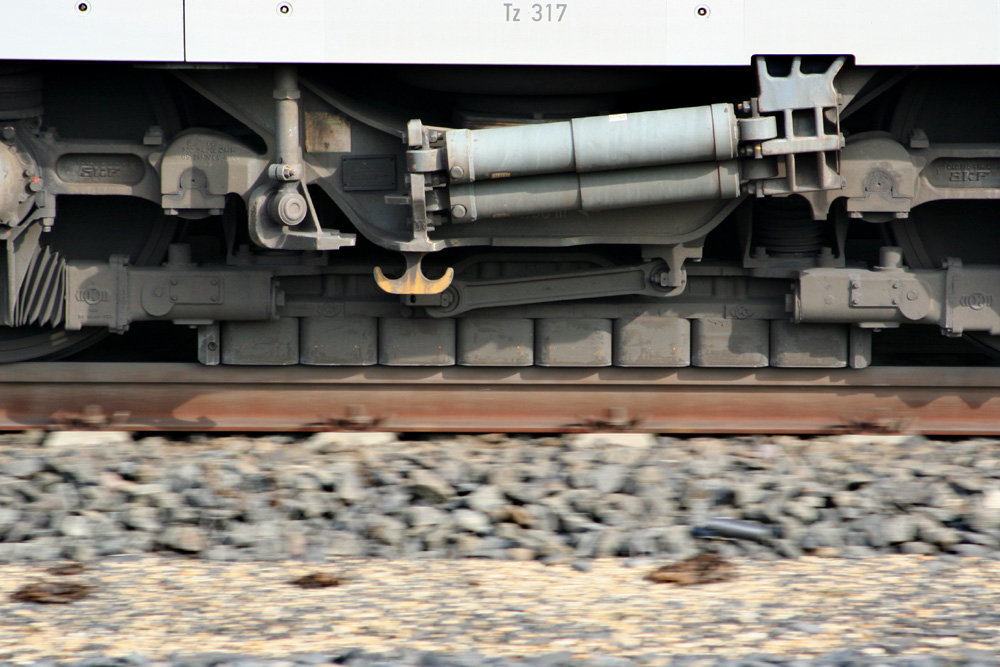
ドイツのICE 3に搭載されている渦電流式レールブレーキ

渦電流式レールブレーキ（うずでんりゅうしきレールブレーキ）は、鉄道車両で使われる電磁ブレーキの一種で、電磁石によりレールに渦電流を発生させてブレーキ力を得る装置である。

## 原理
レールに接近させて（7 mmほど離して）電磁石を設置し、ブレーキ力が必要な時にこれを励磁して、磁力でレールに渦電流を発生させてブレーキ力を得る。磁石のN-S極を前後方向に並べることで、同一地点のレールにはN極とS極が交互に接近するようになっており、これによる磁界の変化によりレールに渦電流が発生し、レンツの法則によりブレーキ力が得られる。
このブレーキによって車両の運動エネルギーはレールの渦電流に変化し、その電流の損失により最終的に熱エネルギーに変換されてレールを暖めることになる。

## 特徴
レールとの間に物理的な接触がなく、また車輪に対して制輪子を当てる方式でもないため、各部に摩擦や衝突を原因とした損傷が起きない。また騒音や粉塵、摩擦熱や摩耗粉に由来する悪臭などを発生させることもない。
ただし、低速では効果がほとんどないため停車させるためのブレーキには使えず、他のブレーキ手段と併用する必要がある。高速度では非常ブレーキとしても常用ブレーキとしても利用可能である。
EUの汎ヨーロッパ高速鉄道に関する相互運用性に対する技術仕様 (TSI: Technical Specifications for Interoperatibility) では、新造される高速鉄道車両全てに渦電流ブレーキを装備することを求めている。最初にこの方式のブレーキを装備して営業運転に就いたのは、ドイツのICE 3である。

## 他方式との比較
渦電流を用いてブレーキ力を得るという点では渦電流式ディスクブレーキと全く同一であるが、渦電流式ディスクブレーキでは車軸に設置したディスクに対して電磁石を設置して渦電流をディスクに発生させるのに対して、渦電流式レールブレーキはレールに対して発生させる。
このため、渦電流式ディスクブレーキは最終的に車輪のレールとの粘着による制約を受け、強くブレーキを作動させると滑走状態となりうる。一方、渦電流式レールブレーキはレールとの直接作用によるブレーキとなっているため、粘着係数の影響を受けない。一般的に高速になるほど粘着係数は低下するため、渦電流式レールブレーキが有利となる。
レールに対して電磁石を近づけるという点では電磁吸着ブレーキと似ているが、電磁吸着ブレーキは電磁石をレールに接触させるのに対して渦電流式レールブレーキは非接触である。また、電磁吸着ブレーキではレールの左右方向にN-S極を並べて前後方向には同一極性になるようにしている。これは渦電流によるブレーキ力は速度によって変化するため、速度に依存しないブレーキ力を得るために渦電流発生を抑止する向きにしてあるものである。故意に渦電流を発生させてブレーキ力を得ようとする渦電流式レールブレーキとは極性の向きが異なっている。
車両に積んだ電磁石で地上側の設備に渦電流を発生させるという原理の点では鉄輪式リニアモーターカーとも共通するが、鉄輪式リニアモーターカーではレールでなくリアクションプレートに対して渦電流を発生させ、また減速のみならず加速にもリアクションプレートとの相互作用を利用する点が異なる。

## 永久磁石式渦電流ブレーキ

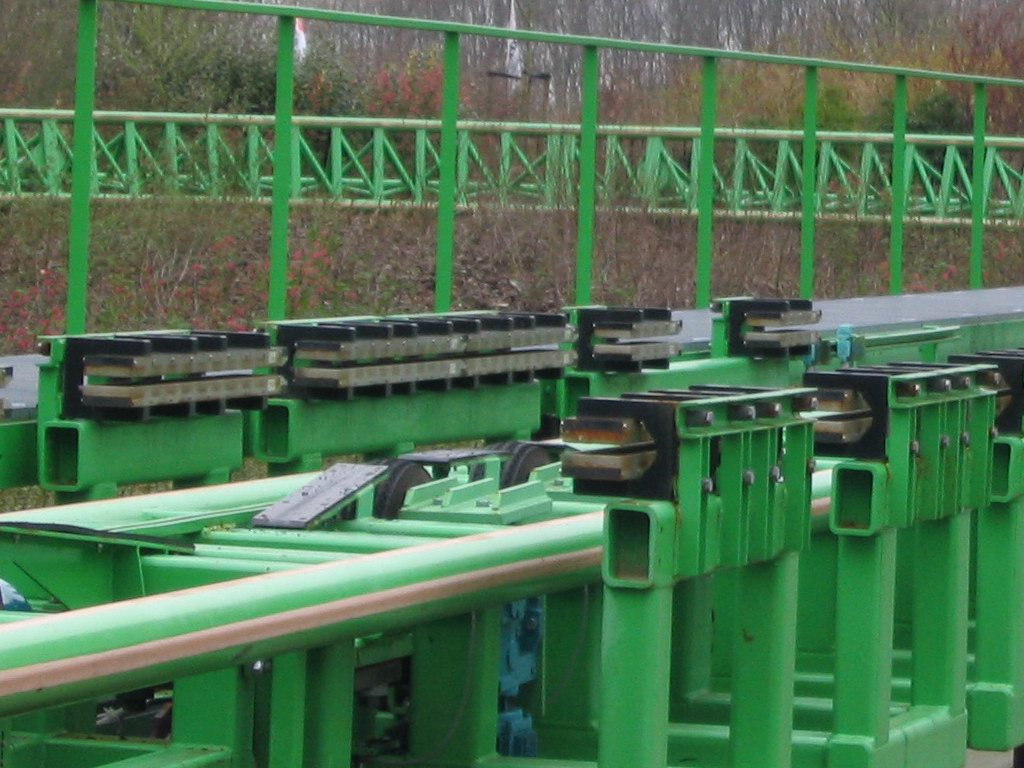
ローラーコースターに装備されている渦電流ブレーキ

近年のローラーコースターや自由落下式アトラクション（ドロップ・タワー）などでは、渦電流式ブレーキを装備しているものがある。こうしたものでは電磁石ではなく永久磁石を使用している。電力を消費せず停電時でも確実に減速できるフェイルセーフ性を確保できるという利点があるが、磁力の強弱によって任意でブレーキ力を調整することはできない。このため、リアクションプレートを可動式にし、相対した永久磁石間を通過するリアクションプレートの枚数を増減することでブレーキ力の調整を行う機種が存在する。